# Hitch, especialista a lligar
Hitch, especialista a lligar (títol original en anglès, Hitch) és una comèdia romàntica escrita per Kevin Bisch i dirigida per Andy Tennant. Va aparèixer l'11 de febrer del 2005 amb Will Smith i Eva Mendes com a protagonistes.
Will Smith fa de "doctor de cites" professional que viu d'ajudar altres homes a conquistar la dona que desitjen.

## Argument
Alex "Hitch" Hitchens (Will Smith) és un "doctor de cites" professional. La seva feina consisteix a ajudar els homes que acudeixen a la seva consulta a aconseguir la dona desitjada. Albert Brennaman (Kevin James), un contable bastant desastre, contracta els seus serveis per conquistar a la dona dels seus somnis, Allegra Cole (Amber Valletta), una dona atractiva, famosa i milionària. Mentre ajuda l'Albert, en Hitch s'enamora de na Sara Melas (Eva Mendes), una columnista de diari que s'ha proposat desemmascarar el famós "doctor de cites" després que un client seu fes patir la millor amiga de la Sara.
Mentre la relació entre l'Albert i l'Allegra progressa, en Hitch s'adona que els mètodes que utilitza per ajudar altres homes per conquistar a la dona desitjada, no funcionen amb ell.
Finalment la Sara aconsegueix desenmascarar el "doctor de cites" i descobreix que és en Hitch. Aquest, perd la seva feina, tota la ciutat de Nova York sap qui és i l'Allegra també se n'assabenta i es baralla amb l'Albert.
Al final tot es soluciona, l'Albert i l'Allegra es casen i en Hitch i la Sara comencen una relació.

## Repartiment
| Actor/actriu original | Personatge fictici    |
| --------------------- | --------------------- |
| Will Smith            | Alex "Hitch" Hitchens |
| Eva Mendes            | Sara Melas            |
| Kevin James           | Albert Brennaman      |
| Amber Valletta        | Allegra Cole          |
| Julie Ann Emery       | Casey Sedgewick       |
| Adam Arkin            | Max                   |
| Robinne Lee           | Cressida Baylor       |
| Nathan Lee Graham     | Geoff                 |
| Michael Rapaport      | Ben                   |
| Jeffrey Donovan       | Vance Munson          |
| Paula Patton          | Mandy                 |

## Curiositats
Originalment el paper de Cressida (interpretat per Robinne Lee) era per l'actriu de Bollywood Aishwarya Rai però no va poder acceptar el paper.

El títol de la pel·lícula havia de ser "The First Last Kiss" en referència a una frase que Hitch diu a l'Albert: "Aquest podria ser el seu últim primer petó".